# République démocratique populaire du Yémen
Pour les articles homonymes, voir Yémen du Sud.
Ne doit pas être confondu avec République arabe du Yémen ou République démocratique du Yémen.
30 novembre 1967 – 22 mai 1990
(22 ans, 5 mois et 22 jours)
Entités précédentes :
- Fédération d'Arabie du Sud
- Protectorat d'Arabie du Sud

Entités suivantes :
- République du Yémen

Le Yémen du Sud, officiellement la république démocratique populaire du Yémen (arabe : جمهورية اليمن الديمقراطية الشعبية Jumhūriyyat al-Yaman ad-Dīmuqrāţīyah ash-Sha'bīyah), est un État moyen-oriental qui a existé de 1967 à 1990 dans les gouvernorats du sud et de l'est de l'actuelle république du Yémen, y compris l'île de Socotra. 
Les origines du Yémen du Sud remontent à 1874, année de l'établissement (officieux) du protectorat d'Aden, qui recouvrait les deux tiers du Yémen actuel. Le port d'Aden, lui, était administré comme faisant partie du Raj britannique jusqu'en 1937, date à laquelle il fut transformé en colonie. En 1963, l'état d'urgence a été décrété dans le protectorat lorsque le Front de libération nationale (en) (FLN) et le Front pour la libération du Yémen du Sud occupé (en) (FLYSO) se sont révoltés contre la domination britannique. La colonie d'Aden et la majorité du protectorat ont alors fusionné pour donner naissance à la fédération d'Arabie du Sud. 
Cette dernière a ensuite elle-même fini par fusionner avec le protectorat d'Arabie du Sud pour créer la république populaire du Yémen (arabe : جمهورية اليمن الشعبية Jumhūriyyat al-Yaman ash-Sha`biya) qui accède à l'indépendance le 30 novembre 1967. En 1970, le pays devient un État marxiste-léniniste à parti unique (prenant au passage son nom définitif) soutenu par l'Union soviétique. C'était, avec la République démocratique somalie, le seul régime communiste du monde arabe. Malgré ses efforts pour stabiliser la région, il a été impliqué dans une brève guerre civile en 1986. Avec l’effondrement du communisme, le Yémen du Sud a été absorbé par la république arabe du Yémen (communément appelée « Yémen du Nord ») le 22 mai 1990, pour former avec elle le Yémen actuel. Après quatre ans d'unification, cependant, le Yémen du Sud a fait sécession d'avec le Nord, ce qui a entraîné l’occupation du Yémen du Sud par le Nord à l'issue de la guerre civile de 1994. Une autre tentative de restauration du Yémen du Sud (seulement en tant que pays, et non en tant qu’État socialiste comme en 1994) a été lancée en 2017 par le Conseil de transition du Sud dans un nouveau contexte de guerre civile.

## Histoire
En 1839, la Compagnie anglaise des Indes orientales s'empare du port d’Aden, pour qu'il fournisse du charbon aux navires en route vers l'Inde. La ville yéménite sera gouvernée par l'Inde britannique jusqu'en 1937. Cette année-là, Aden devient la colonie d'Aden. Celle-ci s'étend jusqu'au Hadramaout, qui n'est pas administré directement par Aden mais rattaché par un traité de protection, et qui continue de suivre une politique traditionnelle, c'est le protectorat d'Aden dont l'économie est largement centrée sur la ville d'Aden, la capitale du pays.
En 1959, il est en partie intégré dans la fédération des émirats arabes du Sud, qui deviendra en 1962 la fédération d'Arabie du Sud (FAS). Quatre autres protectorats refusent d'adhérer à la fédération et constituent le protectorat d'Arabie du Sud (PAS) (État Quaiti de Shihr et Mukalla, État Kathiri de Sai'un, Sultanat Mahri de Qishn et Socotra, Wahidi Bir Ali). Les Britanniques promettent une indépendance totale aux deux groupes pour 1968.
Deux groupes nationalistes engagent la lutte de libération nationale contre les Britanniques. D'un côté, le Front de libération de l'occupation du Yémen du Sud (FLOYS), d'obédience nationaliste arabe, implanté dans les groupes tribaux. De l'autre, le Front de libération nationale (FLN du Yémen), marxiste-léniniste, hégémonique à Aden. Les deux sont soutenus par les forces armées égyptiennes et le régime alors en place du Yémen du Nord. Le 30 novembre 1967, est proclamée l'indépendance de la république populaire du Yémen issue de la fusion du PAS et la FAS, avec à sa tête le FLN.
En juin 1969, la branche marxiste du FLN prend le pouvoir et, le 1er décembre 1970, modifie le nom officiel du pays en république démocratique populaire du Yémen. Elle ambitionne de dissoudre les structures de pouvoir tribales pour avancer vers une « société sans classe » : elle annonce immédiatement la dépossession des cheikhs et des sultans de tous leurs titres et droits fonciers, interdit les noms tribaux et le port du poignard traditionnel, rebaptise les provinces en gouvernorats numérotés.
Rapidement, tous les partis politiques présents fusionnent pour former le Parti socialiste yéménite, désormais seul parti légal du Yémen du Sud à partir du congrès fondateur de 1978. Le pays tisse des liens avec l'URSS, Cuba et la république populaire de Chine, qui lui fournissent d'importantes aides financières (principalement soviétiques). Mais la relation la plus étroite est entretenue avec la RDA, qui accompagne la structuration d'une administration publique.
Les positions révolutionnaires du gouvernement du Yémen du Sud provoquent son isolement au sein de la péninsule arabique. Les monarchies absolues de la région se considèrent menacées, voyant le Yémen du Sud comme l’avant-garde de mouvements révolutionnaires potentiels dans leurs propres États. De fait, la république démocratique populaire du Yémen abrite et équipe de nombreux groupes terroristes d'extrême-gauche, comme la Fraction armée rouge. Les voisins, en particulier l’Arabie saoudite, favorisent l'isolement économique du pays et soutiennent les incursions armées de groupe d'opposition, forçant le régime à privilégier les dépenses militaires et la défense au détriment du développement. Les difficultés économiques sont par ailleurs accentuées par la fermeture du canal de Suez à partir de juin 1967 (sur lequel reposait une grande partie des activités du port d’Aden) et par la fuite de l’élite économique du secteur privé, emportant avec elle ses actifs financiers. L’arrière-pays, essentiellement désertique, ne présente qu'un potentiel limité.
Malgré cet environnement hostile, le régime du Yémen du Sud adopte des réformes politiques, sociales et économiques significatives : éducation universelle, service de santé gratuit, égalité formelle pour les femmes (première constitution du monde arabe à affirmer l'égalité femme-homme, code de la famille le plus progressiste de la péninsule arabique en 1974). Le gouvernement tente également de lutter contre le tribalisme. L’écart entre les conditions de vie rurales et urbaines est considérablement réduit ; le régime, dont une partie des dirigeants était d’origine rurale, veillait à ce que les campagnes ne soient pas négligées malgré leur faible densité de population et l'étendue géographique du pays. Pour autant, les conflits récurrents entre factions à l'intérieur du pouvoir finiront par saper sa crédibilité. En 1986, dix jours d'affrontements violents entre courants du parti unique provoquent des milliers de morts et des départs en exil, privant le pays de nombreux cadres politiques et le laissant exsangue.

## Unification
La république démocratique populaire du Yémen, affaiblie par des divisions internes et une baisse de l'aide soviétique, ne tarde pas à envisager une unification avec sa voisine du nord, la république arabe du Yémen. Le processus est toutefois retardé par l'instabilité politique qui se traduit par de multiples coups d'État, tant à Aden qu'à Sanaa. La tension est à son comble en 1979 lorsque la guerre éclate entre les deux États, dans le contexte de la guerre froide (le Yémen du Nord étant considéré comme pro-occidental, tandis que le Yémen du Sud semble s'aligner sur le bloc soviétique). Lors d'une rencontre au Koweït en mars 1979, les deux chefs d'État réaffirment leur volonté d'unification, mais la méfiance reste trop forte pour que celle-ci aboutisse rapidement.
En mai 1988, les négociations reprennent pour l'unification du pays. Le 22 mai 1990, la république démocratique populaire du Yémen (Yémen-Sud) est fondue dans la république arabe du Yémen (Yémen-Nord) : la république du Yémen est déclarée. Ali Abdallah Saleh, président de l'ex-république arabe du Yémen, devient président de la république du Yémen. Rapidement, les anciennes élites sud-yéménites sont marginalisées et leurs institutions démantelées. Ainsi, peu de temps après l'unification, le code de la famille disparaît et la référence à la charia est introduite par des amendements constitutionnels.
Du 21 mai au 7 juillet 1994, le Yémen du Sud a vainement tenté de faire sécession sous le nom de république démocratique du Yémen, avant de retomber sous le contrôle du gouvernement de Sanaa (Yémen du Nord).

## Politique
Le parti unique est le Parti socialiste yéménite. Le modèle soviétique est adopté. Seul Aden possède un système judiciaire moderne, avec sa Cour suprême. Le régime socialiste en place ne rayonnera vraiment qu'à Aden et dans sa banlieue proche. En dehors de la ville, ce sont les lois de la charia et les règles traditionnelles qui dominent. Les socialistes ou communistes n'étaient finalement constitués que d'une grande partie de l'élite d'Aden, ou très urbaines, et acquise à des idées occidentales progressistes, ou laïques (influencés par les idées kémalistes appliquées en Turquie)[réf. nécessaire].
Le régime communiste a cependant réussi à marginaliser le pouvoir des tribus à Aden. Les tribus ont cependant joué le rôle de relais lors des recrutements de combattants lors de crises politiques.

## Géographie
Le Yémen du Sud comprenait tout le sud et tout l'est du Yémen. Il était frontalier du Yémen du Nord, de l'Arabie saoudite et d'Oman.

## Religions
Bien que le Yémen du Sud ait été un pays peuplé de juifs et de chrétiens, le Yémen du Nord ne comptait officiellement que des musulmans. Le caractère multiconfessionnel du Sud, surtout à Aden, a nettement diminué lorsque le régime marxiste-léniniste du Yémen a fait fuir la majorité des juifs vers Israël et des chrétiens vers l’Europe, alors que l’ancien royaume islamique du Nord devenu république arabe a renforcé son islamisation et accueilli largement les plus fervents musulmans du Sud.
Alors que la constitution du 30 novembre 1970 refusait toute référence à l'islam comme religion d'État, sa version amendée du 31 octobre 1978 dispose à l'article 47 que « L'islam est la religion d'État [...] » et à l'article 30 que  « L'État doit préserver l'héritage arabique et islamique [...] ». Par conséquent, l'État entretenait les mosquées, garantissait deux heures d’enseignement religieux dans les écoles publiques et reconnaissait officiellement les fêtes islamiques. Tout cela était garanti à condition que les ouléma ne critiquent pas ouvertement le système marxiste en place. Le gouvernement présentait également la doctrine islamique sous un jour qui lui était favorable. À cet effet, une histoire particulière de la religion islamique a été servie aux citoyens : elle aurait d'abord été une religion fondée sur des valeurs populaires, révolutionnaires et égalitaires et ne serait devenu l'opium du peuple, un instrument de contrôle des masses, qu'en raison de l'aristocratie au pouvoir dans les siècles précédant l'avènement du marxisme. En ce sens, il n’était pas nécessaire pour la nouvelle République de promouvoir l’athéisme ou de lutter contre la religion, mais plus simplement de jouer la carte du « retour aux origines » de l’islam, un retour qui signifiait l'acceptation du pouvoir temporel de la république démocratique populaire du Yémen. L’Islam pratiqué et permis était donc une religion édulcorée de tout élément contraire à la doctrine économique et politique imposée par l’État. Le soufisme a été interdit.
La réunification des deux Yémen doit donc beaucoup à leur islamisation renforcée et aux migrations de musulmans du sud vers le nord. Paradoxalement, c’est le régime marxiste du sud (qui a précipité la guerre entre les deux pays indépendants [réf. nécessaire]) qui a permis leur unification sur des bases ethniques et religieuses communes, puisque la multiconfessionalité du Sud a été fortement détériorée.

## Économie
Les principales sources de revenus du pays sont l'exportation de fruits, de céréales, l'élevage bovin et ovin, la pêche, et, plus tard, les exportations de pétrole. Jusqu'au milieu des années 1980, la production industrielle et les exploitations minières étaient relativement négligeables avant la découverte de réserves de pétrole importantes dans les régions centrales près de Shibam et Al Moukalla. Le budget national est 13,43 millions de dinars en 1976 et le produit national brut est de l'ordre de 150 millions de dollars américains. La dette nationale totale est de 52,4 millions de dollars.